# پونالور
پونالور (به انگلیسی: Punalur) یک منطقهٔ مسکونی در هند است که در بخش کولام واقع شده‌است. پونالور ۳۴ کیلومتر مربع مساحت و ۴۶٬۷۰۲ نفر جمعیت دارد و ۵۶ متر بالاتر از سطح دریا واقع شده‌است.